# Mamo, To Ja
Mamo, To Ja – polski miesięcznik i serwis internetowy z poradami dla rodziców. Pismo ukazywało się w latach 1995–2021. „Mamo, To Ja” było liderem sprzedaży w swoim segmencie. Magazyn był najlepiej sprzedającym się miesięcznikiem parentingowym po trzech kwartałach 2017 roku. Pierwszym redaktorem naczelnym miesięcznika była Jolanta Pieńkowska. Po niej funkcję tę pełniły m.in. Magda Klimkowska i Izabela Bielecka-Gnaś.
„Mamo, To Ja” organizowało bezpłatne warsztaty dla kobiet w ciąży i matek z udziałem m.in. instruktorów udzielania pierwszej pomocy i przedstawicieli marek dziecięcych. Spotkania odbywały się raz w roku w ok. 25 miejscach.

## Redakcja
Zespół redakcyjny „Mamo, To Ja” w 2017 roku:
- Redaktor naczelny: Aleksandra Sokalska
- Redaktorzy: Karolina Stępniewska (redaktorka prowadząca serwis), Aleksandra Sobieraj (redaktorka prowadząca miesięcznik), Dominika Bielas, Katarzyna Imiołek, Olga Juszczyk, Monika Karbarczyk, Agnieszka Majchrzak, Milena Oszczepalińska, Katarzyna Pinkosz, Martyna Pstrąg, Katarzyna Rapczyńska–Lubieńska, Agnieszka Szumigaj, Małgorzata Wódz, Weronika Zagojska
- Graficy: Beata Walczak (dyrektor artystyczna), Anna Kołacz, Grażyna Łuszczyńska, Alicja Rotfeld;

## Serwis internetowy
W 2007 roku powstał serwis babyonline.pl, do którego teksty pisały dziennikarki i redaktorki czasopisma. W 2014 roku serwis został przebudowany, a w 2018 roku zmienił nazwę na mamotoja.pl. Odwiedziło go w listopadzie 2017 roku 2,7 mln osób. W 2023 witryna jest prowadzona przez Burda Media Polska Sp. z o.o.